# هاله (زاله)
هاله (زاله) (به آلمانی: Halle (Saale)) یک شهر مستقل در جنوب ایالت زاکسن-آنهالت کشور آلمان است. این شهر در نزدیکی مرکز آلمان و در فاصله نزدیک با شهر لایپزیگ واقع شده است.
زاله (Saale) نام رودخانه ای است که از میان این شهر می‌گذرد به همین دلیل در کنار نام این شهر نام آن جهت تمایز با یک شهر هم‌نام دیگر درج می‌شود. این رود از انشعابات رود البه است.
نام مستعار این شهر، هندل‌اشتات (Händelstadt)، به معنی شهر جرج فریدریش هندل آهنگساز بزرگ موسیقی کلاسیک اروپایی اهل این شهر است. یاد این موسیقی‌دان هر ساله طی فستیوال هندل در زادگاه وی یعنی خانه هندل زنده نگاه داشته می‌شود.
هاله یکی از مراکز اقتصادی و آموزشی آلمان مرکزی است. آکادمی علوم طبیعی لئوپلدینه که قدیمی‌ترین آکادمی علمی دایر در جهان است و دانشگاه مارتین لوتر هاله-ویتنبرگ که از قدیمی‌ترین دانشگاه‌های آلمان است در این شهر واقع شده‌اند.
از اماکن دیدنی این شهر میدان اصلی آن است که شامل بازار تاریخی شهر، کلیسای مارین، و برج سرخ (روتر تورم) می‌باشد.

## نگارخانه

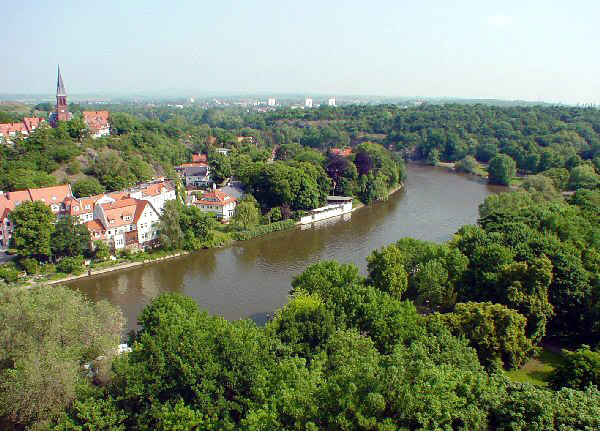
نمای رود زاله در نزدیکی محله کرولویتس
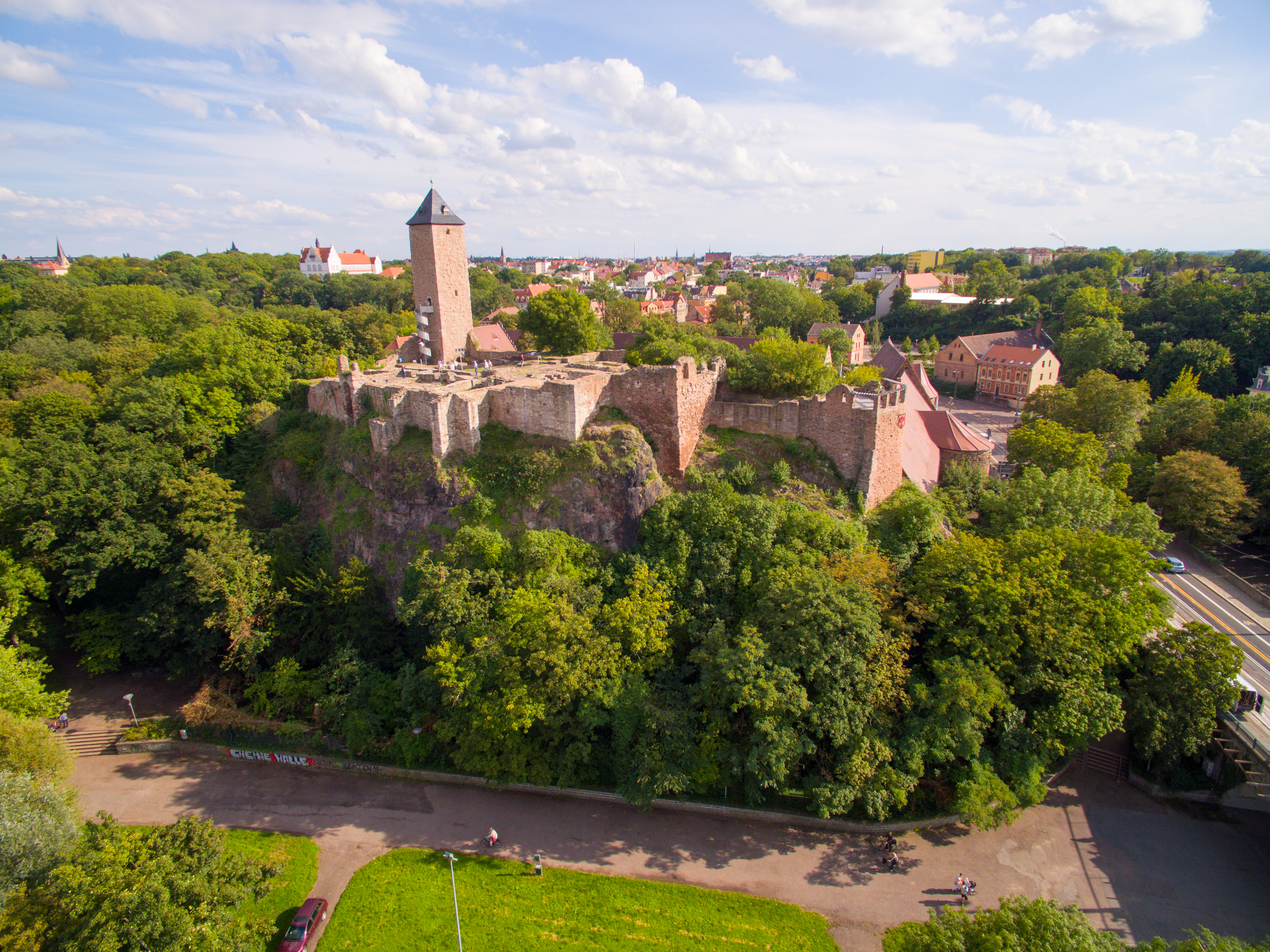
قلعه گیبیشنشتاین
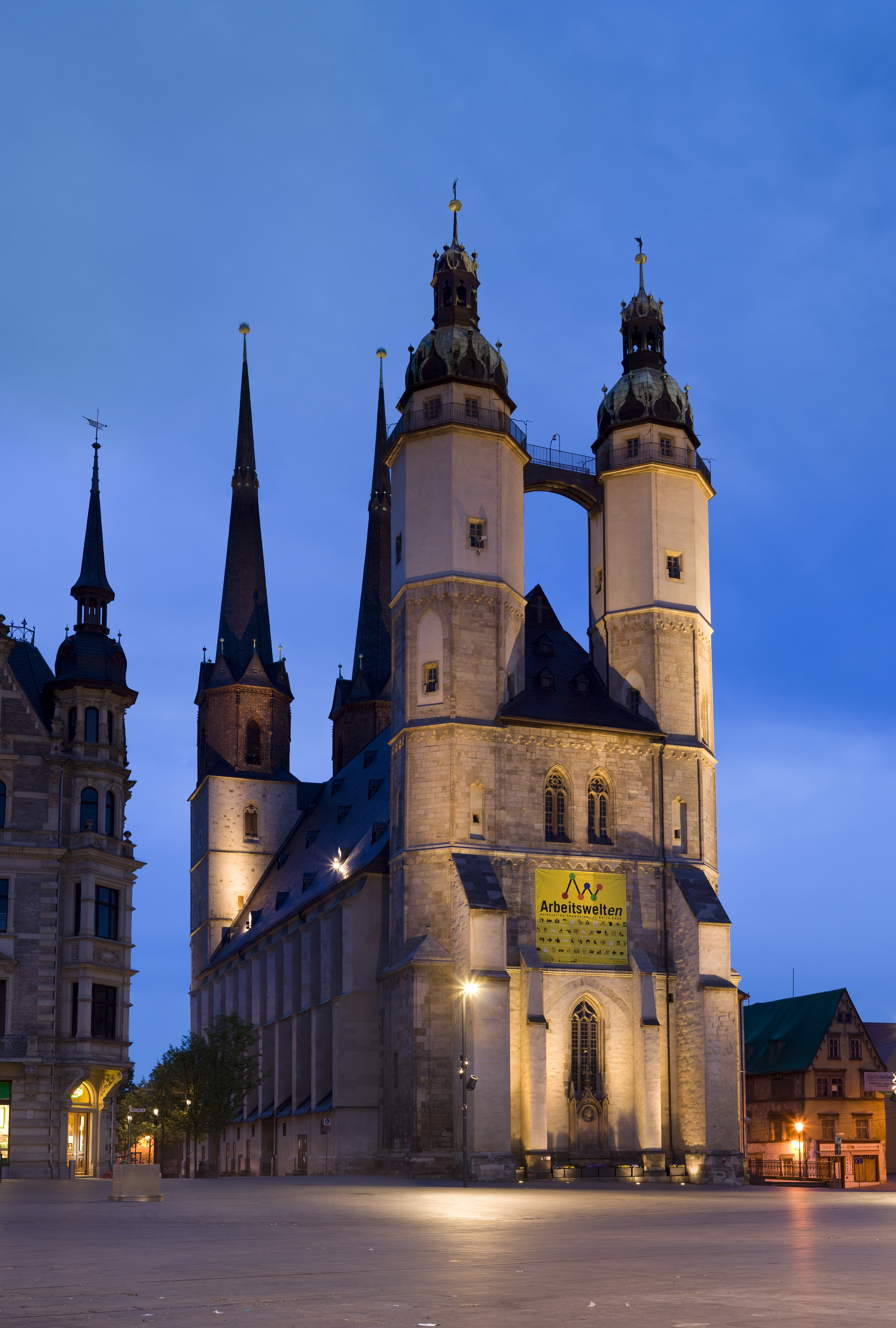
کلیسای مارین (Marienkirche)
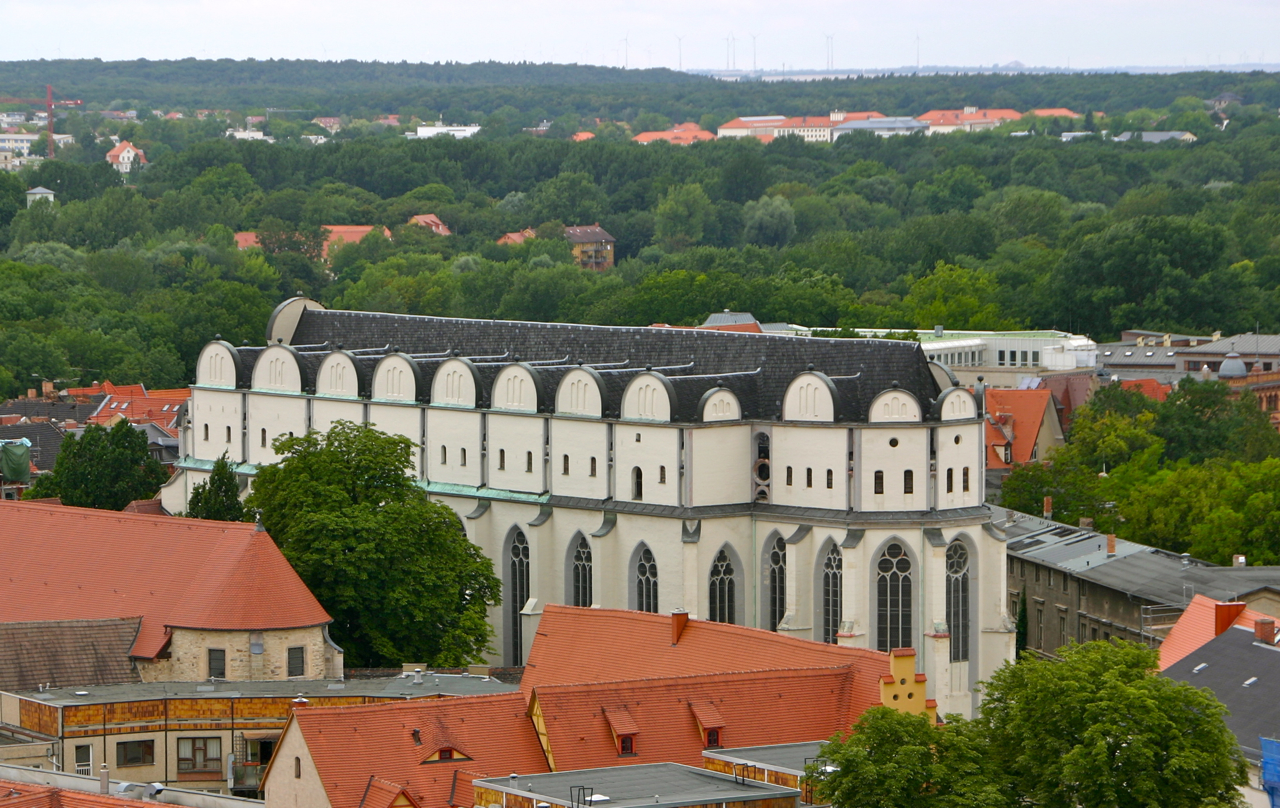
کلیسای جامع هاله
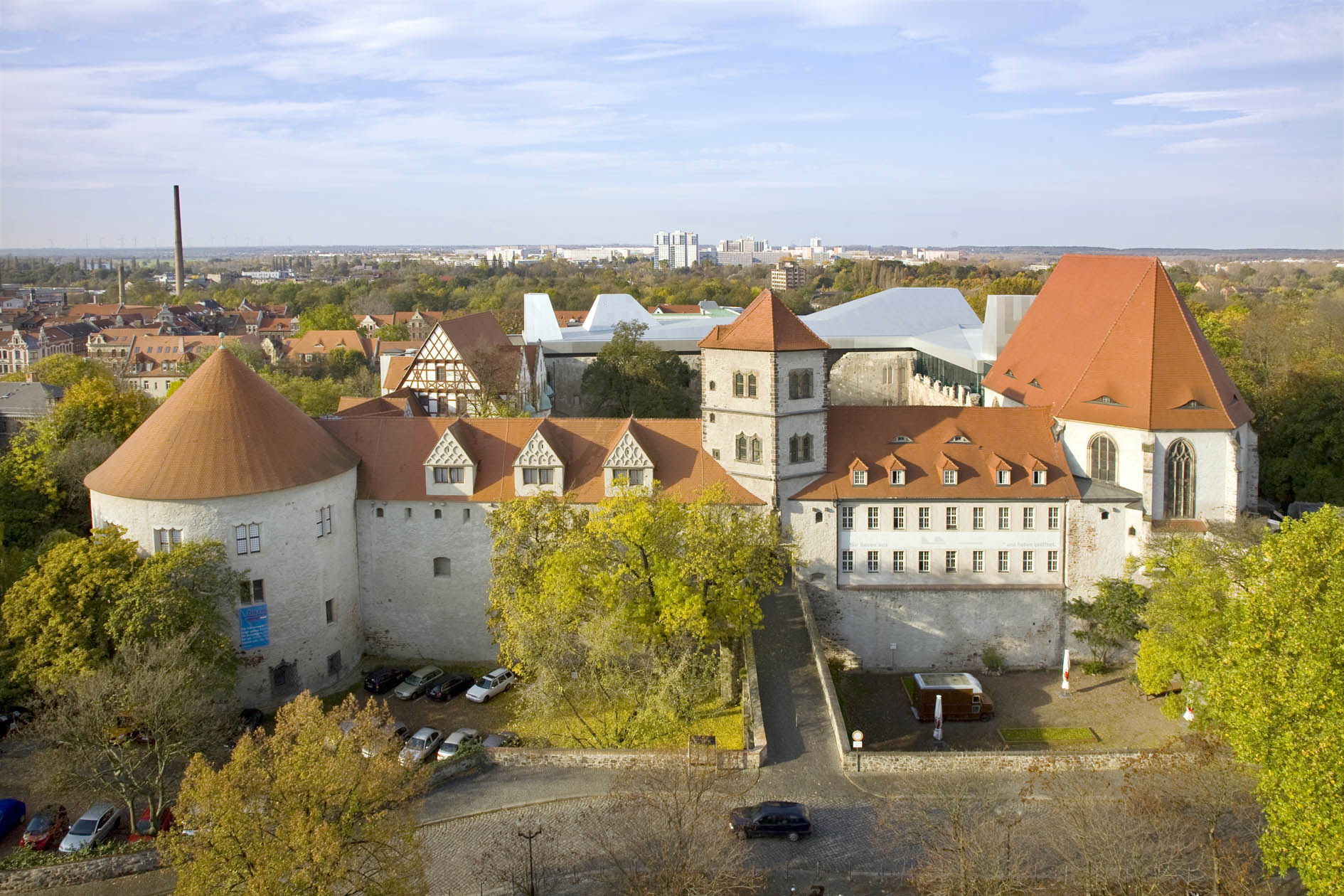
قلعه موریتسبورگ به سبک معماری رنسانس آغازین
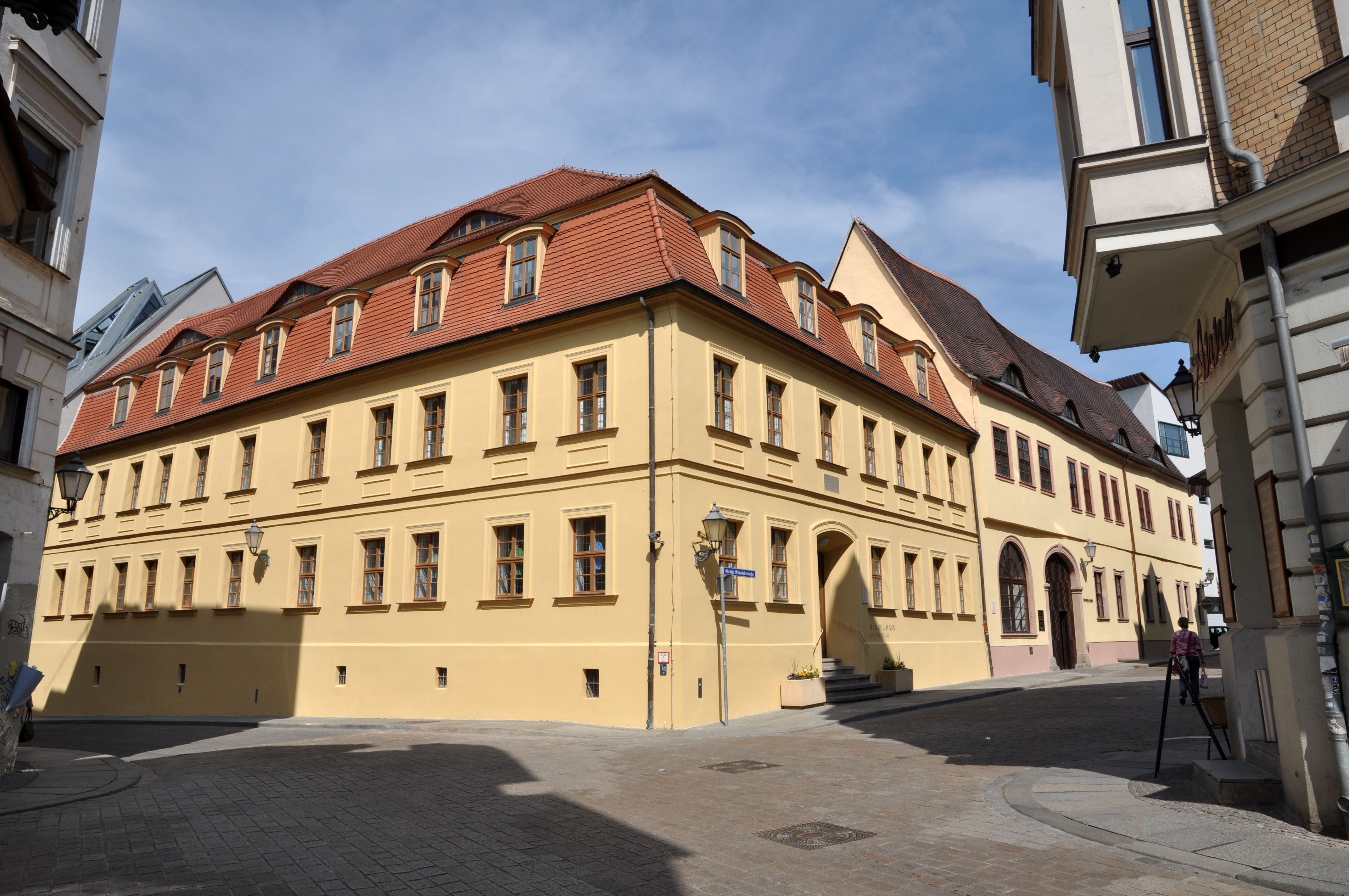
خانه هندل
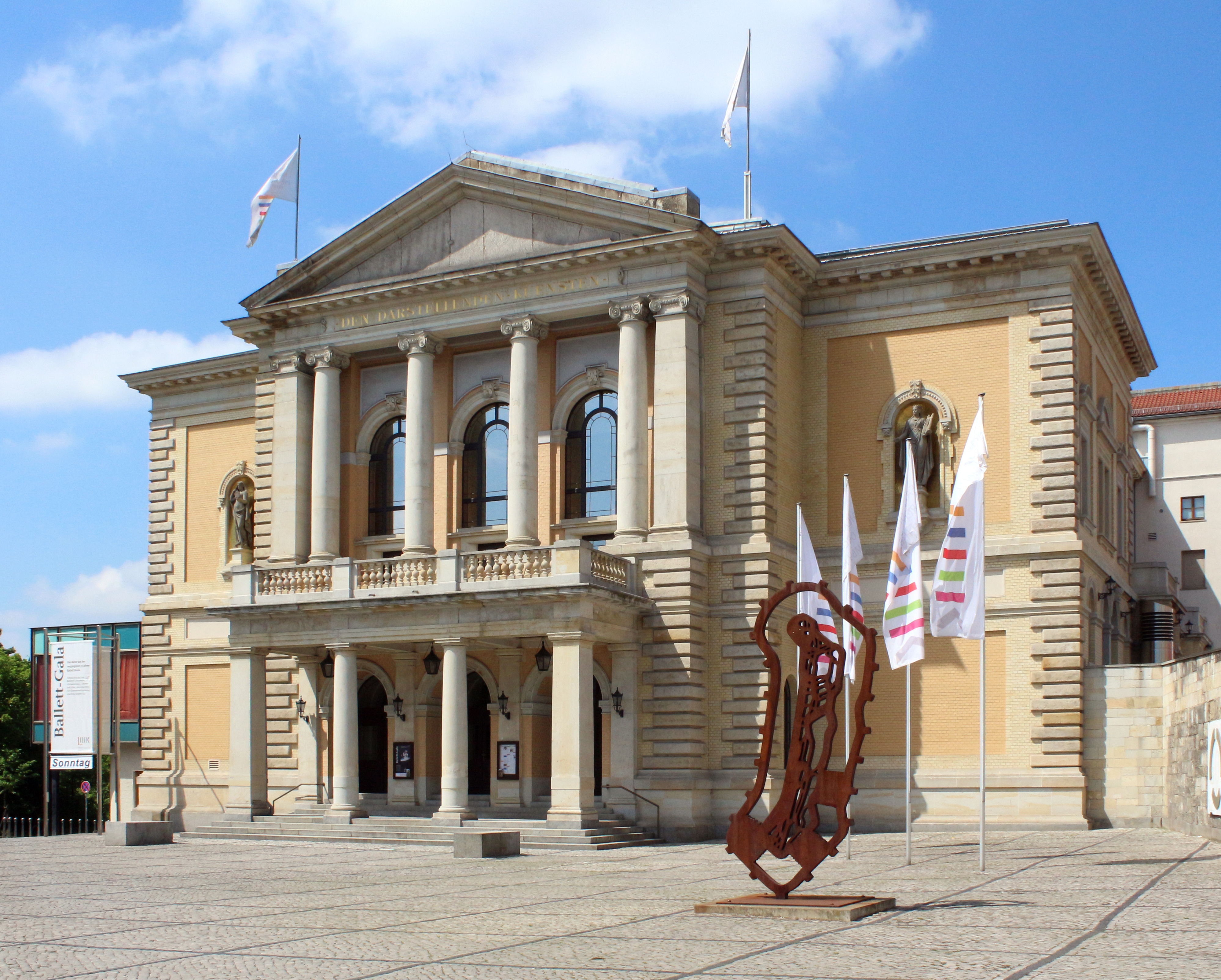
خانه اپرای هاله
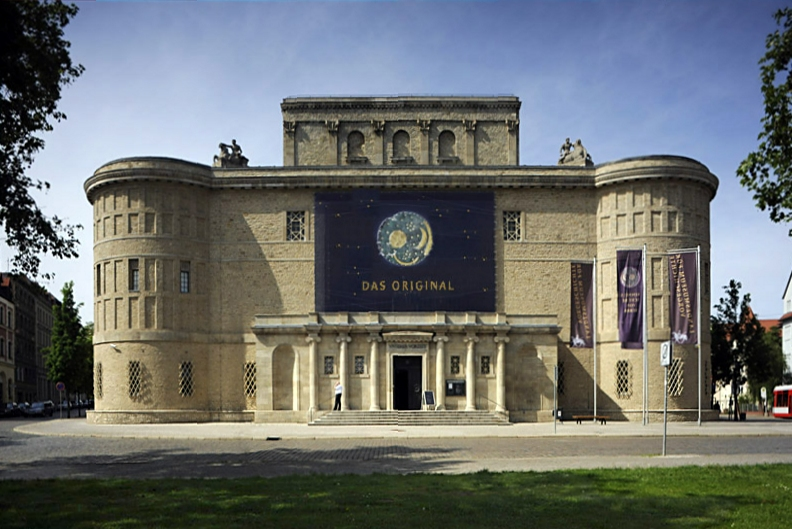
موزه ایالتی پیشاتاریخ زاکسن-آنهالت
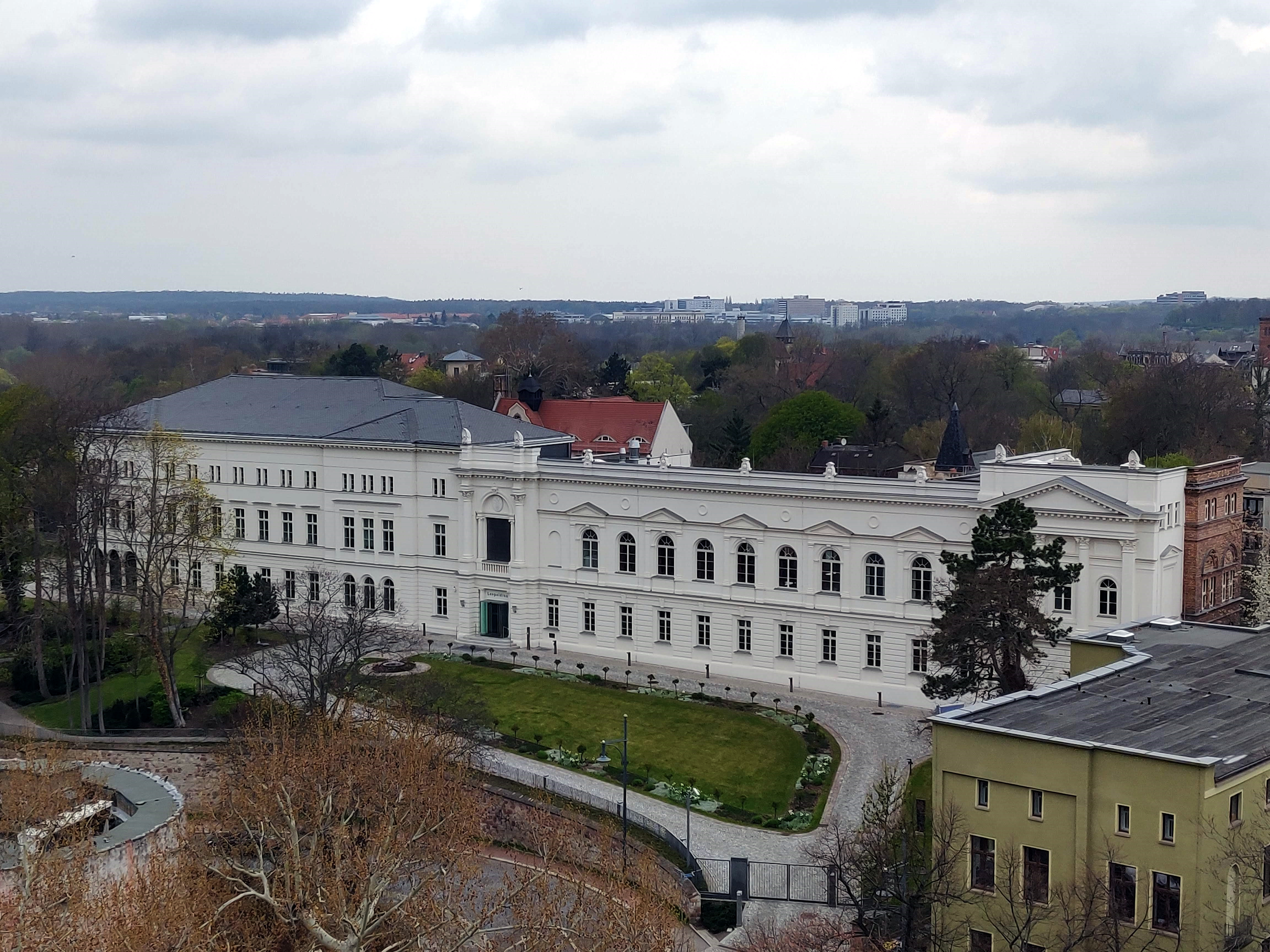
آکادمی علوم طبیعی لئوپلدینه
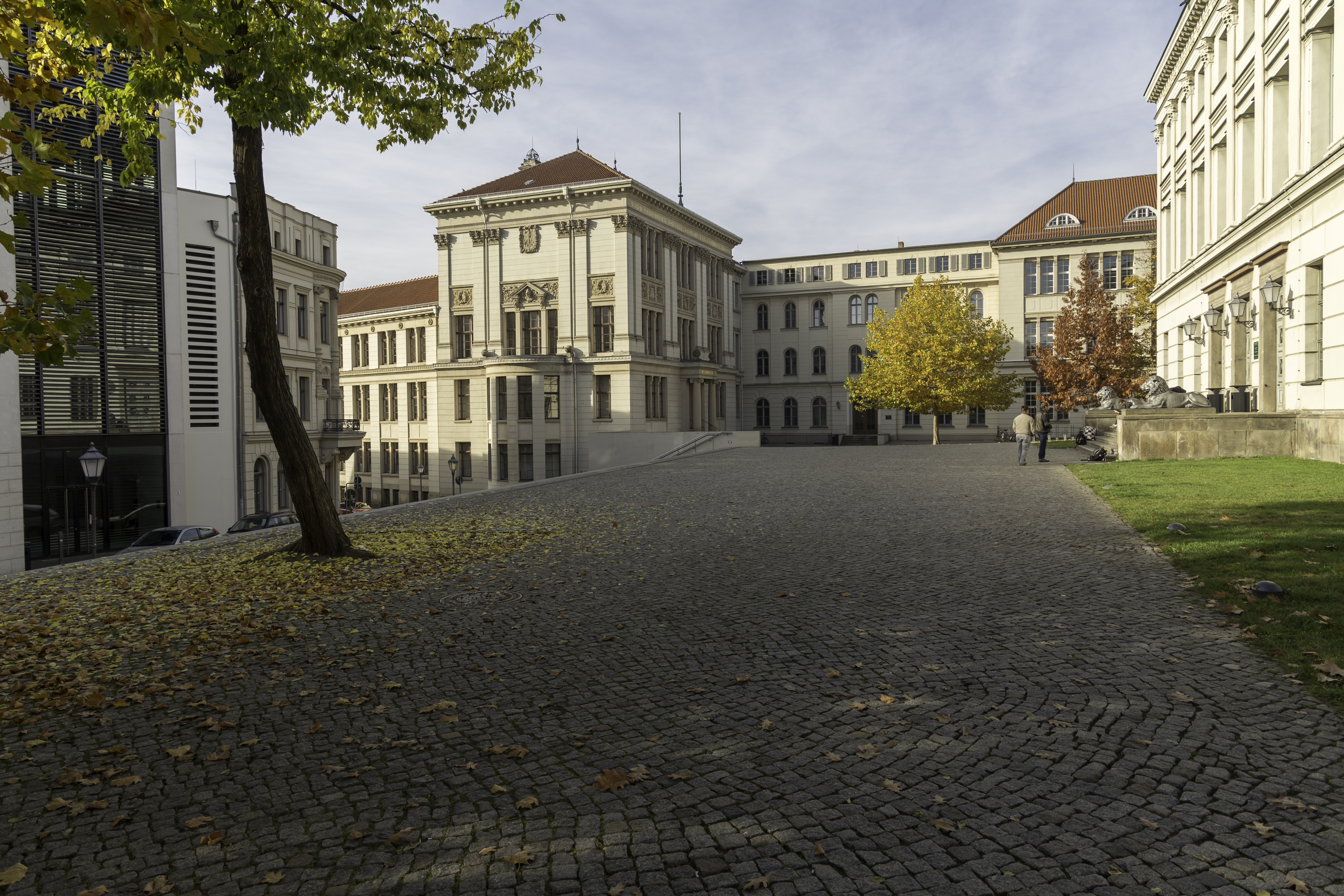
دانشگاه مارتین لوتر هاله-ویتنبرگ
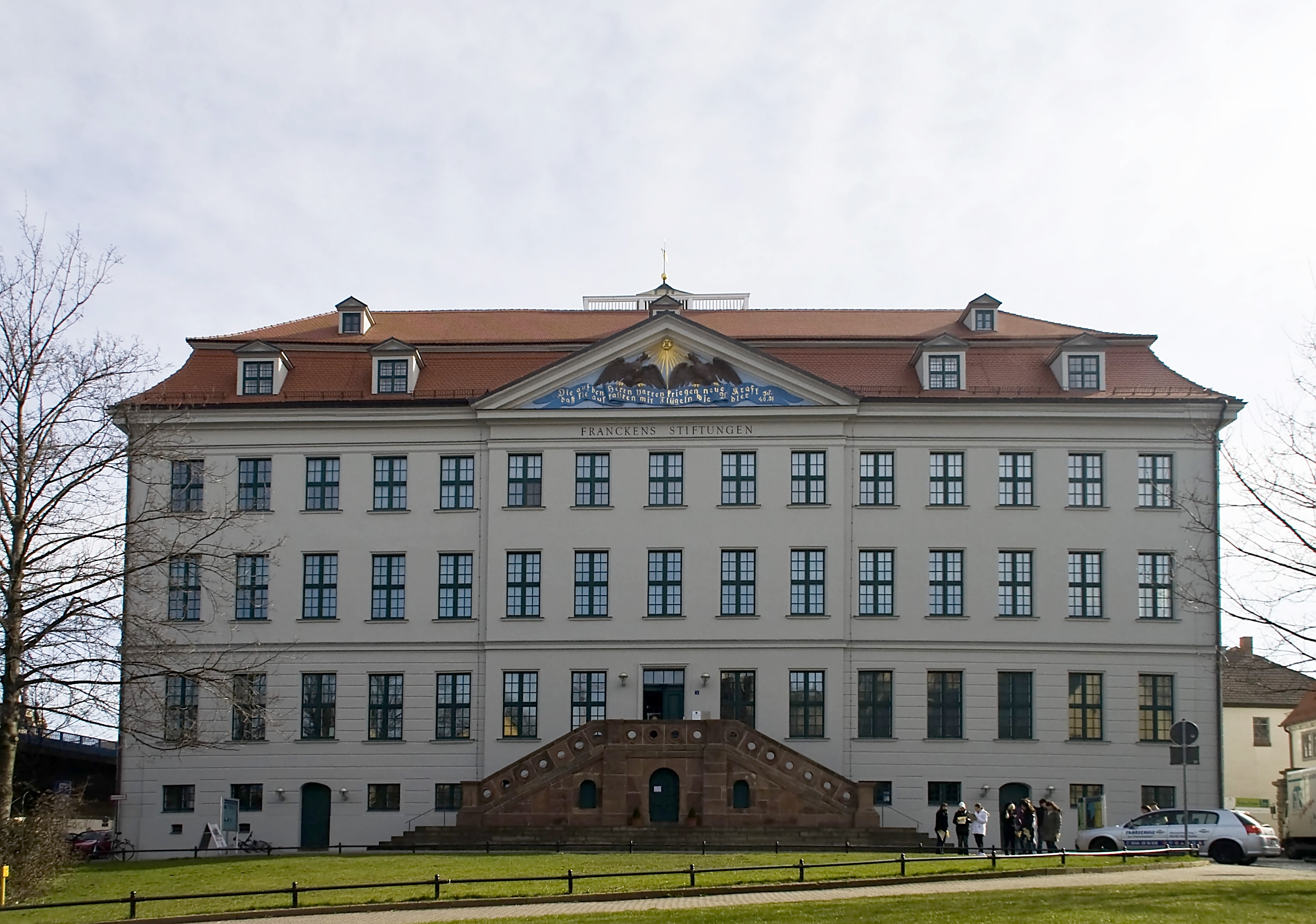
بنیاد فرانک
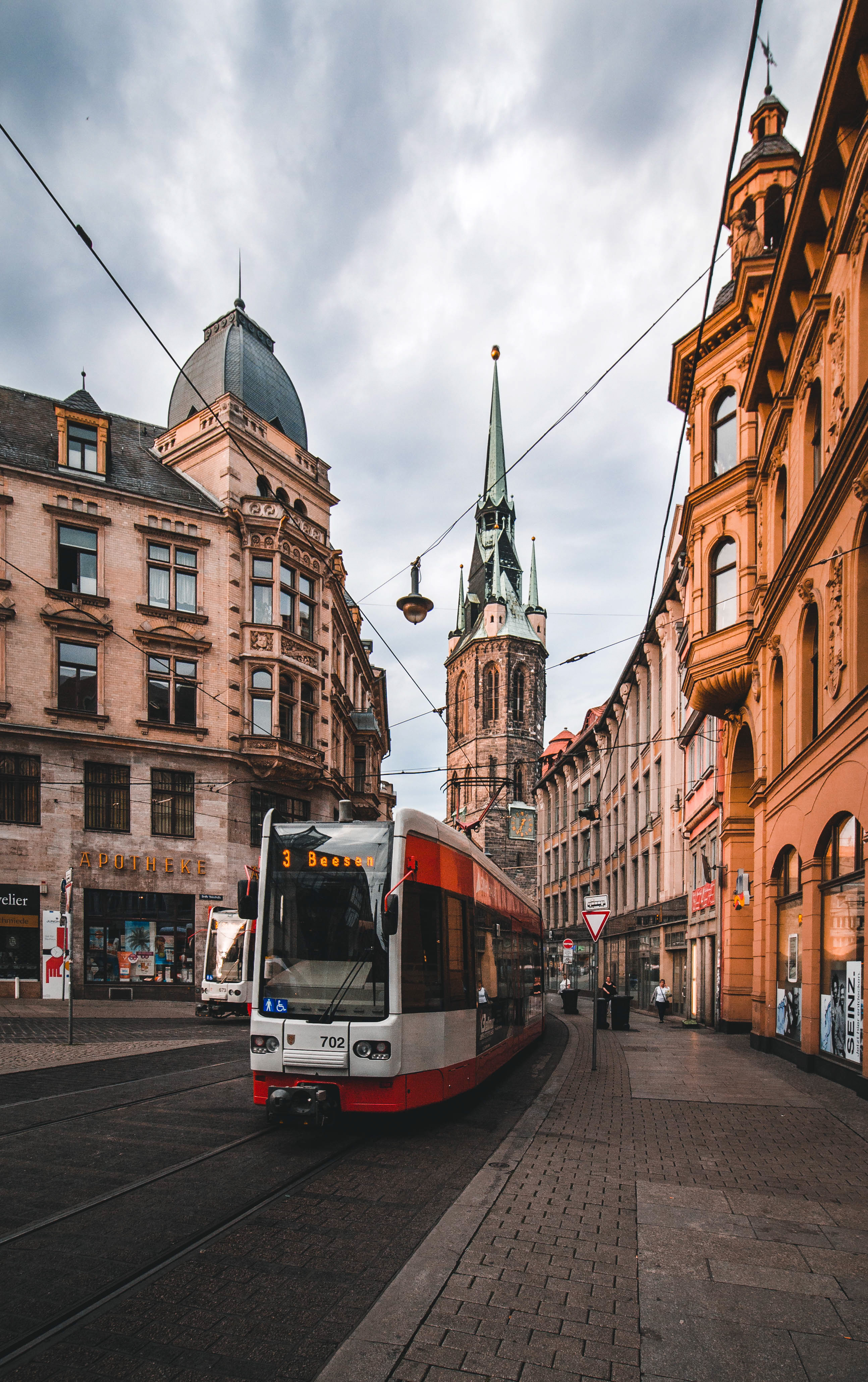
بافت تاریخی شهر
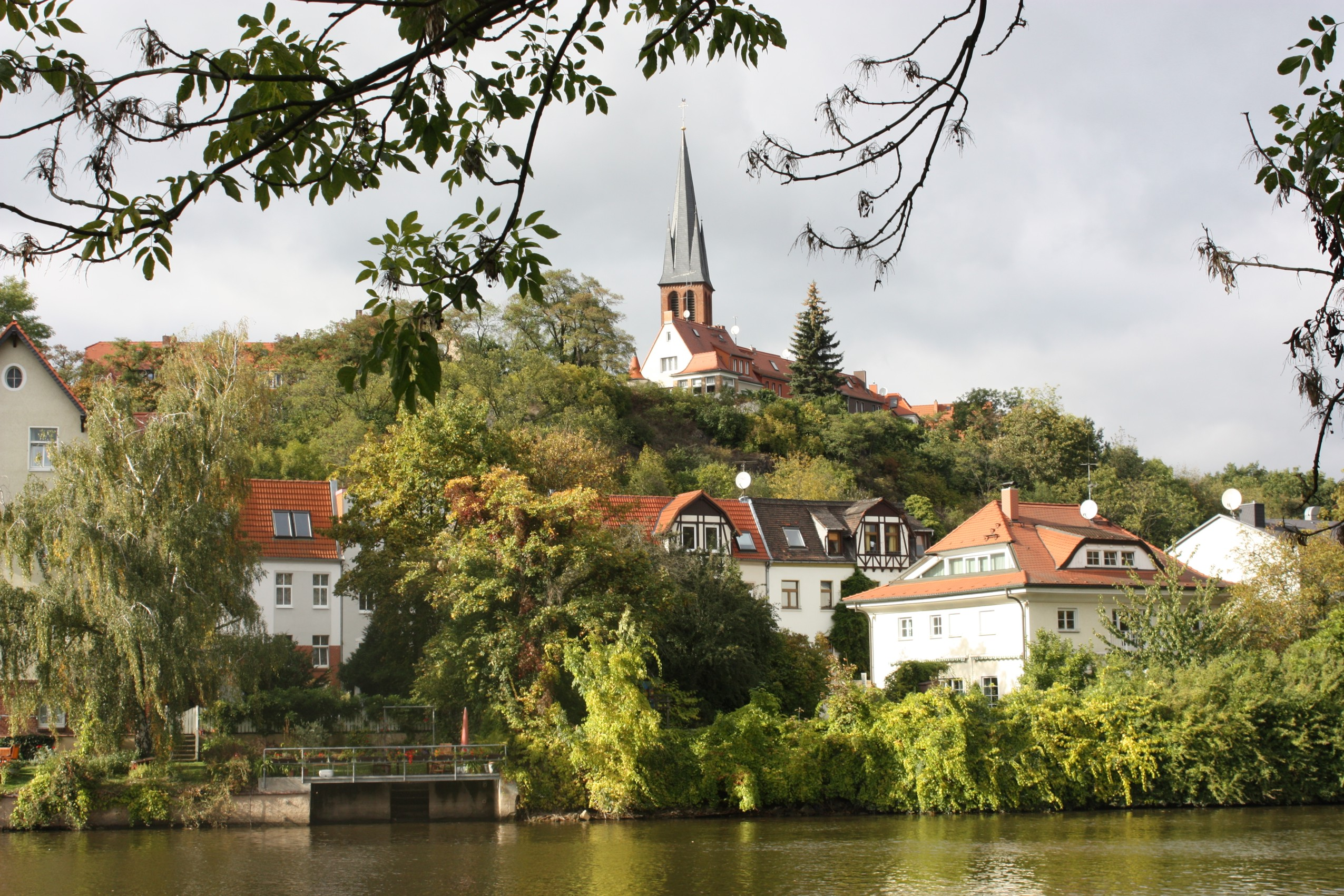
محله کرولویتس
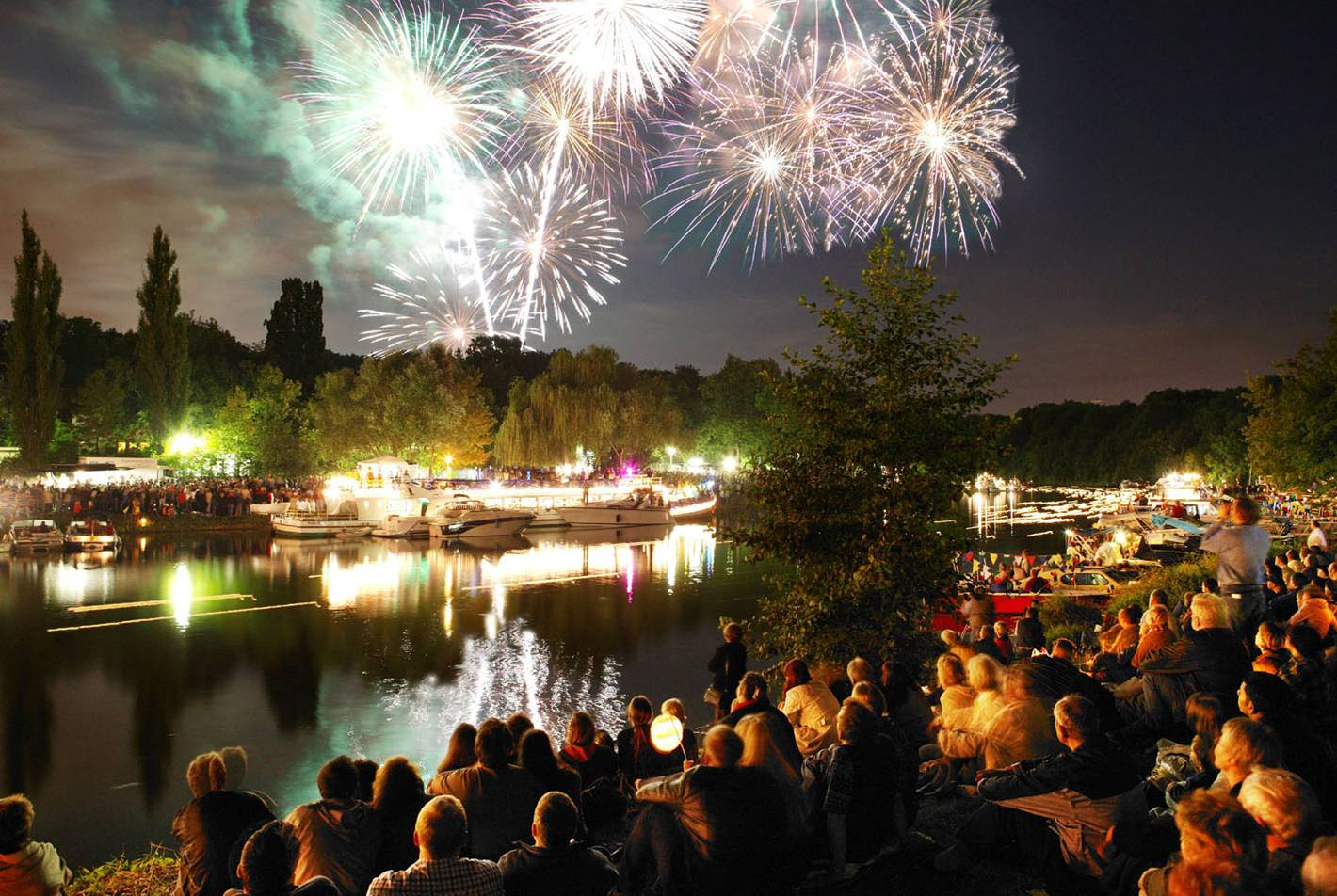
جشن فانوس هاله، فستیوالی تاریخی که هرساله بر روی رود زاله برگزار می‌شود.